# 兖郓节度使
兖郓節度使，是唐朝于安史之乱时在山东南部设置的節度使。
756年，设立郓齐兖都防御使，下辖齐州、兖州、郓州、濮州，治齐州（今山东省济南市）。759年改为兖郓节度使，治兖州。761年，增加徐州，齐州归青密节度使。762年，增加登州、莱州、沂州、海州、泗州。后来废除，兖州、郓州、濮州、徐州归河南节度使，沂州、登州、莱州、海州、泗州归平卢节度使。

## 历代節度使
- 能元皓（760年—762年）
- 田神功（762年—763年）